# New York Hall of Science
El New York Hall of Science ocupa una de las pocas estructuras que sobreviven de la Feria mundial Nueva York 1964 en el Flushing Meadows-Corona Park, emplazado en el borough de Queens en la ciudad de Nueva York. Actualmente, es el único centro interactivo de ciencia y tecnología de la ciudad de Nueva York. Los más de 400 dispositivos y presentaciones interactivas permiten explorar temas en el ámbito de la biología, la química y la física.

## Historia
El museo fue creado en 1964 formando parte de la Feria Mundial en Flushing Meadows-Corona Park y por aquella época era uno de los pocos museos de ciencia existentes. A diferencia de numerosas instituciones que fueron cerradas al terminar la Feria, el Hall permaneció abierto, sirviendo como un importante sitio de referencia para estudiantes. Inicialmente sus experimentos eran un tanto limitados, pero incluían planes para la construcción del primer atomarium del mundo, que sería accesible para el público en general. El Hall permaneció abierto hasta 1979, cuando fue cerrado de forma temporal para renovarlo.
En 1984 la ciudad de Nueva York contrató al físico Alan Friedman para que colaborara en la transición del museo, siendo él el responsable de coordinar el cambio de foco de la ciencia ficción al tipo de ciencia que es relevante en la vida cotidiana de fines del siglo XX. El museo fue abierto nuevamente en 1986, convirtiéndose en el museo de ciencias de la ciudad de Nueva York, incluyendo una costosa exhibición de conceptos cuánticos del átomo a un costo de 40.000 dólares (cifra que formó parte de una inversión total de 400.000 dólares en la renovación y expansión del museo). El crecimiento del museo y su capacidad para convocar a multitudes excedió las estimaciones más ambiciosas, y la ciudad salió en búsqueda de más fondos para expandir el museo.
Al ser reinaugurado destacaba por ofrecer un programa de entrenamiento para estudiantes avanzados, que luego podían continuar estudiando en un programa con tutores en el Queens College de las cercanías a cambio de comprometerse a trabajar durante dos años en escuelas de la ciudad que precisaran educadores en el ámbito de las ciencias. Su rol en la vida de los niños en edad escolar continuó en expansión, y en 1991 se anunció un proyecto de expansión y renovación de diez años de duración con un costo total de 80 millones de dólares para cubrir las necesidades derivadas del aumento del número de visitantes. Entre las mejoras, cuyas obras comenzaron en 1996, se incluyen una nueva sección de acceso, zonas de restaurantes y un patio de juegos, cambios que reflejan la necesidad de realizar mejoras constantes en los museo de ciencias para que los experimentos que se presentan estén actualizados y sean relevantes. Como reconocimiento al continuo crecimiento del Hall, se le confirió al mismo el estatus de "institución cultural" de la ciudad de Nueva York.
En 1999 se tomó la decisión de continuar expandiendo el museo, aunque finalmente no se incorpró un IMAX, dado que el mercado para este tipo de elementos estaba saturado. En cambio, los fondos se utilizaron para duplicar el espacio de exposiciones y realizar mantenimiento de sus famosos cohetes, que fueran donados por el Programa Espacial para la Feria Mundial y devueltos en el 2003. En 2003 el Hall anunció el lanzamiento de los planes para construir "Tech City" a un costo de 300 millones de dólares, que incluye un centro de ciencias como una de las instituciones culturales a ser ubicada en la Zona cero. Aunque  "Tech City" fue uno de los quince proyectos finalistas en febrero de 2004, en un proceso que fue criticado por su falta de transparencia, no fue uno de los proyectos finalmente seleccionados. Actualmente todavía se continúa buscando una ubicación alternativa para el mismo en Manhattan.

## Exposición

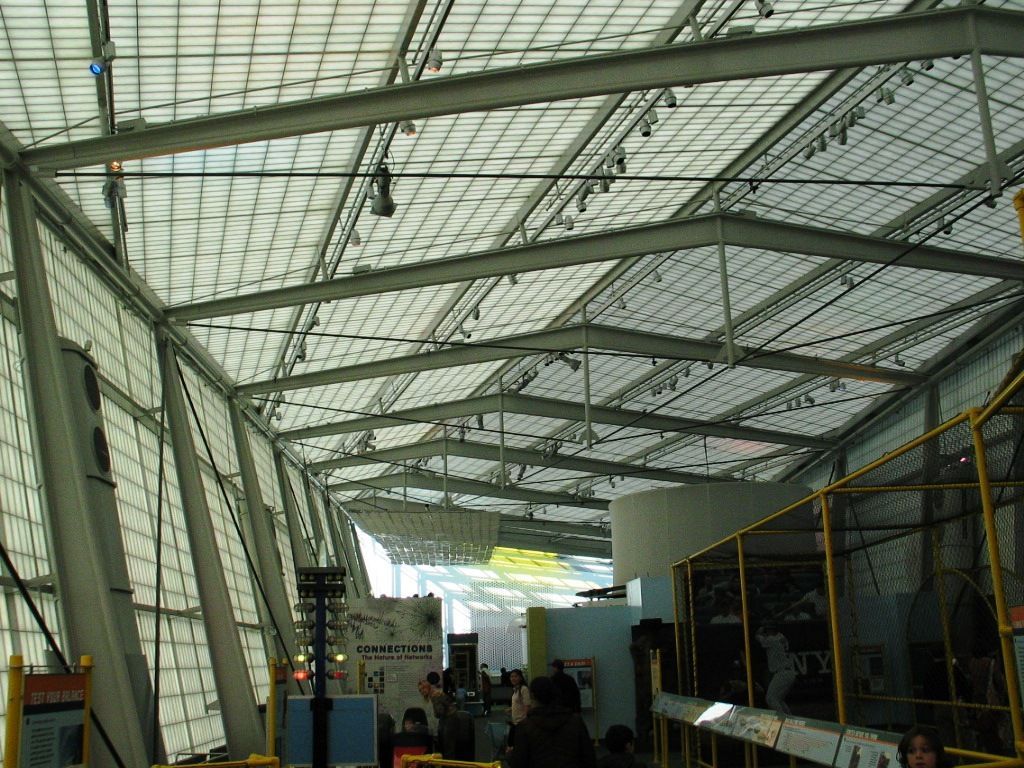
Algunos de los experimentos en exposición.

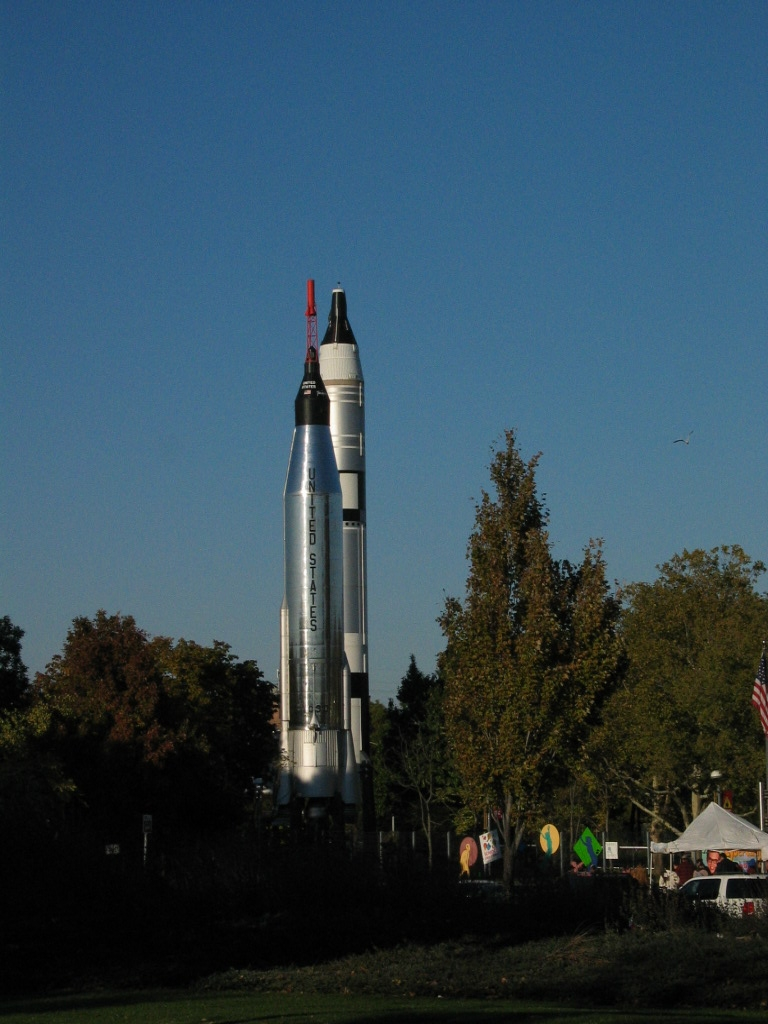
Cohetes Mercury-Atlas y Gemini-Titan en exhibición en cercanías del Hall of Science.

El Hall se centra en especial en la educación de niños de entre 1 y 17 años de edad, y su audiencia se compone principalmente de niños de la ciudad para los cuales esta es una de sus primeros contactos con el mundo de la ciencia. El museo posee una amplia colección de aparatos y experimentos, así como un importante conjunto de exhibiciones itinerantes. Aunque actualmente son más comunes, el museo fue de los primeros en instar a sus jóvenes visitantes a valorar sus exposiciones, habiendo acogido con beneplácito dichas opiniones en la preparación de la reinauguración de 1986.